# Комиссаренко, Василий Павлович
Василий Павлович Комиссаренко (14 января 1907, Черняхов — 7 апреля 1993, Киев) — советский эндокринолог и патофизиолог, академик АМН Украины и академик НАН Украины, организатор и директор Института эндокринологии и обмена веществ. Заведующий кафедрой патофизиологии 1955—1960 гг.

## Биография
Родился 1 (14) января 1907 года в селе Черняхов Киевской губернии (ныне Кагарлицкого района Киевской области). Окончил Киевскую фельдшерскую школу (сейчас Киевское медицинское училище). В 1928 году поступил в Харьковский медицинский институт. После окончания 1932 года института его зачислили в аспирантуру Украинского органотерапевтического института в Харькове (научный руководитель академик В. Данилевский). В 1935 году Комиссаренко защитил кандидатскую диссертацию и работал старшим научным сотрудником Украинского органотерапевтического института, а через два года его назначили директором института.
После переезда на приглашение академика А. А. Богомольца в Киев, с 1940 года, в течение 25 лет, он руководил лабораторией эндокринологии Института экспериментальной биологии и патологии; в 1941 году он защитил докторскую диссертацию, а затем издал монографию «О патогенезе инсулинового шока».
Во время войны В. П. Комиссаренко был заместителем наркома здравоохранения УССР и уполномоченным Военного совета Юго-Западного фронта.
В 1965 году академик В. П. Комиссаренко основал в Киеве Научно-исследовательский институт эндокринологии и обмена веществ, первым директором которого он стал. Институт стал одним из главных эндокринологических центров СССР.
Умер в Киеве 7 апреля 1993 года. Похоронен на Байковом кладбище.

## Семья
Сыновья:
- старший — Игорь Комиссаренко, профессор, член-корреспондент АМН Украины, один из основателей украинской школы хирургической эндокринологии;
- младший — Сергей Комиссаренко, академик НАН и АМН, директор Института биохимии имени А. Палладина НАН Украины.

## Научная работа
Автор более 300 научных трудов, в том числе десяти монографий. Подготовил 25 докторов и 45 кандидатов наук.
Главные научные труды посвящены проблеме механизма действия гормонов. В. Комисаренко является основателем украинской школы эндокринологов. Основные научные труды:
- Гормоны коры надпочечников и их роль в физиологических и патологических процессах организма (1956).
- Спленин (1961).
- Ингибиторы функции коры надпочечных желез (1972).
- Молекулярные механизмы действия стероидных гормонов (1986).

## Память
Имя Василия Комисаренко присвоено Института эндокринологии и обмена веществ, на фасаде которого по улице Вышгородской, 69 установлена мемориальная доска.

## Награды
Награждён орденом Ленина, орденом Октябрьской Революции, двумя орденами Трудового Красного Знамени, орденом Дружбы народов, орденом «Знак Почета», Почётной грамотой Президиума Верховного Совета УССР, почётным орденом Венгерской Народной Республики, многими медалями, а также золотой медалью «Борцу за мир» и медалью Всемирного Совета Мира.
Заслуженный деятель науки УССР (1960), лауреат Государственной премии УССР в области науки и техники (1976), лауреат премии им. А. А. Богомольца (1961) и золотой медали им. С. И. Вавилова.